# Obrót składowy
Obrót składowy – magazynowanie towarów od dostawcy na szczeblu hurtu przez ustalony okres oraz poddawanie ich różnym zabiegom polegającym na przerobie handlowym: sortowaniu, kompletowaniu, metkowaniu, pakowaniu, a następnie dostarczaniu odbiorcom.
Jest to najbardziej rozpowszechniona forma handlu hurtowego, wykorzystywana w wielu branżach. Jest tradycyjną formą obrotu, w której następuje fizyczne przemieszczenie towarów od dostawcy do magazynów hurtu. Po pewnym okresie składowania następuje przemieszczenie tych towarów do odbiorców. Taki obrót jest kosztowny ze względu na przeładunek, składowanie i załadunek towarów. W praktyce obrót składowy może być wymuszony sezonowością zakupów i koniecznością utrzymywania zapasów.